# (26897) Červená
(26897) Červená est un astéroïde de la ceinture principale.

## Description
(26897) Červená est un astéroïde de la ceinture principale. Il fut découvert le 5 août 1995 à l'observatoire d'Ondřejov par Lenka Šarounová. Il présente une orbite caractérisée par un demi-grand axe de 2,58 UA, une excentricité de 0,17 et une inclinaison de 4,8° par rapport à l'écliptique.

## Étymologie
Cet astéroïde est nommé en l'honneur de Soňa Červená.